# Новиков, Артём Эдуардович
Артём Эдуа́рдович Но́виков (кирг. Артём Эдуардович Новиков; род. 13 января 1987, Фрунзе, Киргизская ССР, СССР) — киргизский государственный и политический деятель, учёный-экономист, кандидат экономических наук. С 20 мая 2021 года — председатель правления Российско-Киргизского фонда развития.
С 15 октября 2020 года по 5 мая 2021 года был первым вице-премьер-министром, а с 5 по 20 мая 2021 года — первым заместителем председателя Кабинета министров Киргизской Республики. На посту первого вице-премьер-министра с 14 ноября 2020 года по 3 февраля 2021 года исполнял обязанности премьер-министра Киргизской Республики. С августа 2017 по апрель 2018 года был министром экономики республики. До этого занимал различные государственные должности более низкого ранга.

## Биография
Родился 13 января 1987 года в городе Фрунзе (ныне Бишкек) Киргизской ССР, вырос там же. По национальности русский. В детстве занимался баскетболом и бегом. После средней школы окончил бишкекский колледж. В 2004—2006 годах работал бухгалтером в ООО «Вест Ала-Тоо», в 2006—2007 годах также бухгалтером в ОМФ имени Кемаля Ататюрка. В 2007 году окончил Балтийский государственный технический университет в Санкт-Петербурге по специальности «экономист-менеджер».
После возвращения на Родину, в 2008—2009 годах был стажёром и переводчиком в отделе инвестиционной политики Министерства экономического развития и торговли Киргизской Республики. Затем стал главным специалистом отдела инвестполитики Минэкономразвития и торговли. В 2009 — эксперт отдела анализа регулятивного воздействия аппарата Правительства Кыргызстана, в 2009—2010 — эксперт службы управления человеческими ресурсами в Центральном агентстве по развитию, инвестициям и инновациям Кыргызстана.
В 2011—2012 годах Артём Новиков являлся советником тогдашнего премьер-министра республики — оппозиционера Омурбека Бабанова, а в 2014—2015 годах советником премьер-министра Джоомарта Оторбаева. В 2015—2017 годах был советником в системе Правительства Киргизской Республики, а также помощником вице-премьеров, кроме того консультировал министров и замминистров.
В мае 2017 года был назначен заведующим отделом финансово-экономического анализа и мониторинга развития Аппарата президента Киргизской Республики. В 2017—2018 годах Артём Новиков занимал должность министра экономики республики. В январе 2020 года был назначен советником премьер-министра Мухаммедкалыя Абылгазиева, затем советником пришедшего вместо него Кубатбека Боронова.
14 октября 2020 года стал первым вице-премьер-министром страны. Помимо родного русского языка владеет английским и немецким языками. Пока на среднем уровне владеет киргизским языком. В феврале 2018 года, когда он был министром экономики, Министерство экономики республики объявило тендер на обучение государственному (то есть киргизскому) языку своих сотрудников. В итоге трёхмесячные курсы киргизского языка прошли все сотрудники министерства, в том числе сам Новиков, который рассказал, что ходил на эти курсы по пять раз в неделю. Об уровне своего киргизского языка и статусе русского языка в стране тогда он заявлял: «Русский язык у нас в стране официальный, и в жизненных условиях свободно используется этот язык. Поэтому до этого не возникала потребность учить кыргызский. Касательно себя, сейчас стараюсь, изучаю кыргызский. Возможно, незнание государственного языка мой недостаток, так как пока не могу точно и решительно выражать что-либо на нём».
С 15 октября 2020 года по 5 мая 2021 года был Первым вице-премьер-министром Кыргызстана.
После приостановления 14 ноября 2020 года должностных полномочий премьер-министра Кыргызстана Садыра Жапарова, в связи с участием его в досрочных выборах президента Кыргызстана, назначенных на 10 января 2021 года, первый вице-премьер-министр Кыргызстана Артём Новиков стал исполняющим обязанности премьер-министра Кыргызстана.

## Личная жизнь
Отец Артёма Новикова был капитаном дальнего плавания и побывал во многих странах, но когда родился сын Артём, поменял место работы. В последующие годы работал в Кыргызстане и странах СНГ, занимался бизнесом. Умер в июле 2021 года. Мать была тренером по гимнастике.
Женат, есть две дочери.

## Награды
- Орден «Данк» (18 декабря 2023 года) — за существенный вклад в развитие социально-экономического, интеллектуального и культурного потенциала Кыргызской Республики, а также за большие достижения в профессиональной деятельности[6]
- Почётная грамота Президента Российской Федерации (30 ноября 2024 года, Россия) — за вклад в укрепление отношений между Российской Федерацией и Киргизской Республикой[7]
- Медаль «10 лет Евразийскому экономическому союзу» (26 декабря 2024 года, Высший Евразийский экономический совет)[8]